# Marcel Vallée

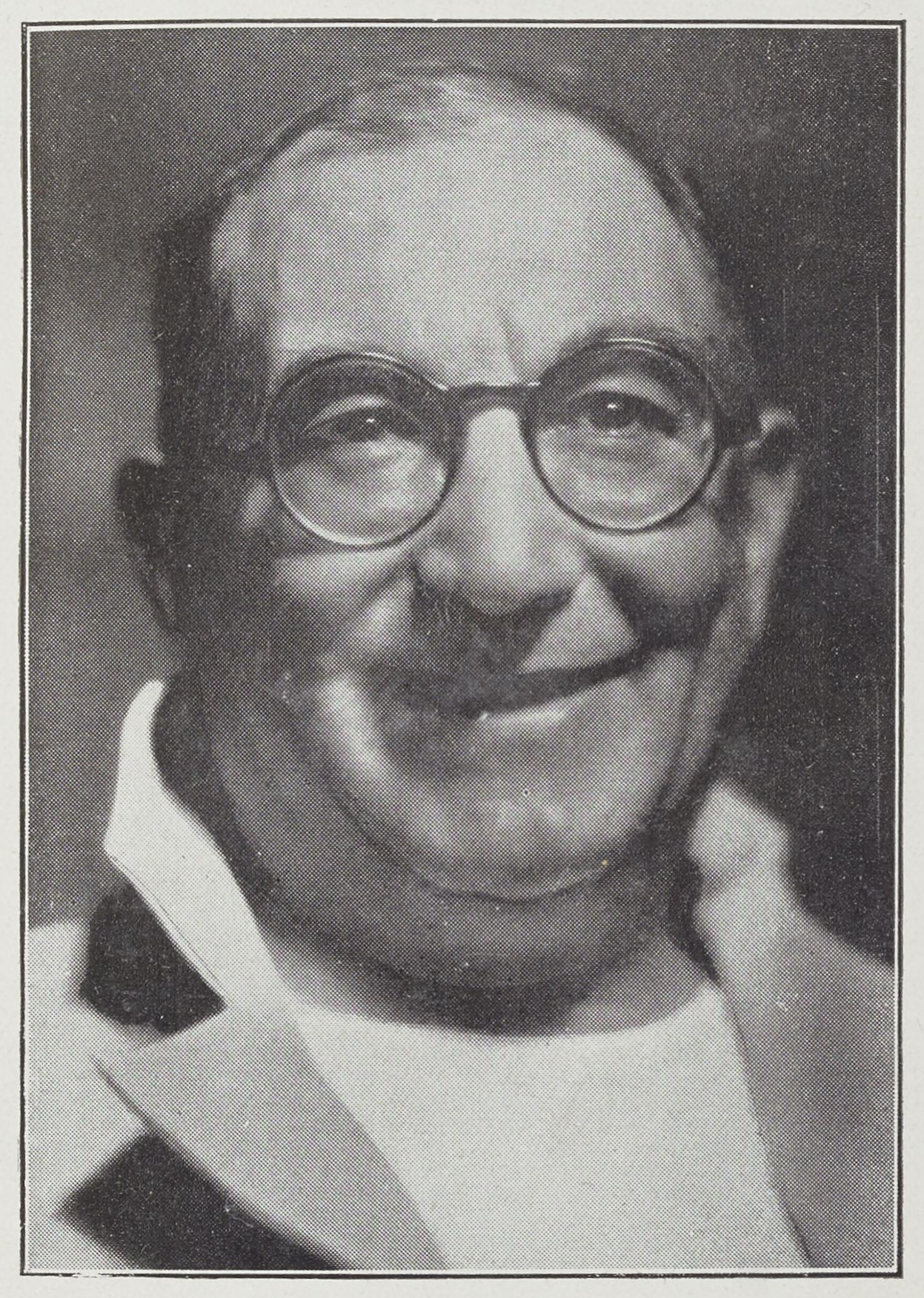
Marcel Vallée (1938)

Marcel Vallée (geboren am 15. Januar 1880 im 3. Arrondissement (Paris); gestorben am 31. Oktober 1957 in Fontaine-le-Port) war ein französischer Schauspieler.

## Biografie
Als Sohn des Jean-Léon Vallée, Uhrmacher aus Morteau, ist Marcel Vallée der ältere Bruder des Malers Armand Vallée. Marcel Vallée, ursprünglich Goldschmied, wurde 1902 Theaterkomparse. 1906 wurde er von Max Linder im Kino engagiert und drehte zahlreiche Stumm- und Tonfilme, insbesondere in zwei Versionen von Topaze in den Jahren 1932 und 1950. Dabei spielte er erneut die Rolle des Internatdirektors Mouche, die er erstmals 1928 auf der Bühne geschaffen hatte.
Am Theater spielte er insbesondere mit der Truppe von Firmin Gémier und später mit Jacques Copeau.
Er heiratete 1911 die Schauspielerin Joséphine Dupont, daraufhin 1915 die Schauspielerin Madeleine Geoffroy und im Jahr 1932 Jeanne Pérez, die Schwester des Schauspielers Marcel Pérès.

## Filmografie
Marcel Vallée spielte unter anderem in Produktionen von Henri Diamant-Berger, wie Les Trois Mousquetaires von 1921, Gonzague (1922),  Le Roi de la vitesse (1923),  Un drame dans la tempête (Kurzfilm von 1930) und Tourbillon de Paris (1939).
Des Weiteren wirkte er in Filmen wie Don Juan und Faust von Marcel L’Herbier, Boubouroche von Robert Saidreau, Paris qui dort von René Clair, Le Collier de perles von Louis Mercanton (Kurzfilm), Le Cordon bleu von Karl Anton, La Fille et le garçon von Wilhelm Thiele und  Cinderella von Pierre Caron (Version von 1937) mit. In Napoléon von Sacha Guitry spielte er die Rolle des General Carteaux.